# Polygyra cereolus
Polygyra cereolus is een slakkensoort uit de familie van de Polygyridae. De wetenschappelijke naam van de soort werd voor het eerst geldig gepubliceerd in 1818 door Megerle von Mühlfeldt.